# Грапчева пећина
Грапчева пећина је археолошко налазиште из неолита и бронзаног доба. На овом простору су откривене три различите праисторијске културе: накованска, цетинска и хварска култура.

## Стратиграфија

### Најстарији налази
Најстарији трагови људског становања пронађени су на дубини од 2,5 метара, а представљени су са неколико фрагментираних налаза керамике, укључујући два црвено обојена уломка керамике хварске културе. Радиокарбонско датирање дрвеног угља пронађено у контексту ових фрагмената је довело до старости од 6000 година пре нове ере.

### Налази хварске културе
Између 2,5 и 1,5 метара дубине могу се пронаћи докази класичне хварске културе. Најзаступљенију фину керамику су представљале полуокругле, црне углачане зделе, које су по ободу и телу биле украшене црвеном бојом. Груба керамика је такође била црно полирана, али украшена урезима уместо црвеном бојом. У горњем делу слоја нађена је бела боја на црно углачаној површини. Посебно је интересантан био налаз разнобојне фарбане зделе од финог посуђа, са геометријским мотивом, која је аналогна средњонеолитској Вела Спила живописној керамици, што указује на контакт ове две групе. Добијено је шест апсолутних датума за овај слој, при чему је дубљи део слоја, са црвено обојеним финим посуђем, датиран у ~5000. п. н. е., док је бело обојена керамика датована у ~4500. п. н. е..
Налази између 1,5 и 1,4 метара дубине представљају скуп мешовите керамике. Заступљена је претходно поменута бело и црвено обојена класична хварска култура, али помешана са биконичним зделама украшеним канелурама накованске културе. Слој се може датирати између 4300–4200. п. н. е..

### Налази накованске и цетинске културе
Четврти слој који се може разликовати је дубине између 1,4 и 1,1 метара и садржи чисту керамику накованске културе. Представљена је зделама са заобљеним раменима, цилиндричним вратом и канелираним украсима, као и биконусним зделама украшеним вертикалним канелурама или урезима, и пластичним ребрима на доњем делу тела. Апсолутно датирање смешта овај слој у други део 4. миленијума пре нове ере.
Фрагментирани налази раноцетинске културе пронађени су на дубини од 1,1 до 0,9 метара. Представљена је углавном малим зделама са танким зидовима и украсом у облику траке. Датована је у први део 4. миленијума пре нове ере.

### Налази бронзаног доба
Налази из раног бронзаног доба датирани су у ~2500 година пре нове ере, а представљени су са две врсте здела. Први тип су биле коничне, благо закривљене зделе са спљоштеним ободом и тракастим дршкама. Други тип су биле мале зделе са цилиндричним вратом и тракастим дршкама које су повезивале врат и раме. Оба типа су скоро увек била без украса. Налази из средњег бронзаног доба били су фрагментисани и неукрашени, и нису реконструисани након што су пронађени.